# Don't Be Cruel (canción)
«Don’t Be Cruel» es una canción escrita por Otis Blackwell y por Elvis Presley grabada por y popularizada por Elvis en 1956. La canción formó parte con Hound Dog del primer disco sencillo de Elvis con doble cara A y fue desde un primer momento un éxito de ventas, alcanzando en la actualidad a ser catalogado como quíntuple platino.
Fue incluida en el Salón de la Fama del Grammy en 2002. En 2004, fue colocada en la posición n.º 197 en la lista de Rolling Stone de las 500 mejores canciones de todos los tiempos. La canción es considerada actualmente la 92.ª mejor canción de todos los tiempos, así como la quinta mejor canción de 1956, por Acclaimed Music.

## Grabación
Presley grabó la canción el 2 de julio de 1956 durante una exhaustiva sesión de grabación en los estudios RCA en Nueva York. Durante este período también grabó «Hound Dog», y «Any Way You Want Me». En la canción aparecen los regulares músicos de sesión para las canciones de Presley, como Scotty Moore en guitarra, Bill Black en el bajo, D.J. Fontana en la batería y The Jordanaires en los coros. El crédito fue entregado a la parte de la producción de RCA el ingeniero Steve Sholes, aunque las grabaciones en el estudio revelan que Presley produjo las canciones en esta sesión mediante la selección de las canciones, la reelaboración de la parte del piano, e insistiendo en hacer distintas tomas hasta estar satisfecho con ella. También realizó 31 tomas de «Hound Dog». Parte de esas sesiones de grabación se encuentran contenidas en el documental Elvis '6,  mientras que otras se hallan perdidas.

## Lanzamiento
El sencillo fue lanzado el 13 de julio de 1956 como doble cara A junto a «Hound Dog». En pocas semanas, «Hound Dog» había alcanzado el n.º 2 en las listas de pop con más de un millón de ventas. Poco después fue superada por «Don’t Be Cruel», que tuvo el número 1 en las tres listas más importantes, la de pop, Country, y R&B. A finales de 1956 se habían vendido más de cuatro millones de copias del sencillo. Presley interpretó «Don’t Be Cruel» en sus tres apariciones en el Show de Ed Sullivan, en septiembre de 1956 y enero de 1957.
Elvis volvería a interpretar y grabar en vivo el tema en otras ocasiones, como durante el show televisivo para la cadena NBC de 1968, en su concierto en el Madison Square Garden de New York, titulado As Recorded at Madison Square Garden en 1972 y también durante sus últimas presentaciones registradas en el álbum Elvis in concert, en estos últimos shows haciendo un medley del tema con Teddy Bear.
Durante un segmento de la película documental Elvis on tour, de 1972, cuando Elvis rememora su etapa musical de los primeros años, puede escucharse de fondo, como cortina musical, el tema «Don’t be cruel» instrumental.

## En la cultura popular
Varios artistas han rendido homenaje a Elvis grabando sus propias versiones de la canción. Una de las más reconocidas interpretaciones es la de Cheap Trip que incluso le incorporó un solo de guitarra a la canción. La banda oriunda de Mar del Plata, Los Súper Ratones escribieron una versión en español del tema en 1992 que luego grabaron en los legendarios estudios Sun Records de Memphis, junto al baterista D. J. Fontana, para su tercer álbum, Aire para respirar. El cantante y compositor estadounidense Bobby Brow, por otro lado, tituló Don’t be Cruel a uno de sus álbumes.
La canción de The Beatles titulada «The Ballad of John and Yoko» tiene una base de bajo exactamente igual a la línea que ejecuta Scotty Moore y Bill Black en la introducción del tema en cuestión, aunque a un ritmo más lento.
Billy Swan, a su vez, le dio al tema un giro estilístico diametralmente diferente con un tiempo mucho más lento, con el predominio sonoro del teclado y los coros, para su álbum The Best of Billy Swan, donde a su vez incluía otro de los temas que grabaría Elvis posteriormente en 1975, «I Can Help».